# Service météorologique des Fidji
Fiji Meteorological Service
Le Service météorologique des Fidji,, ou fidjien,, (anglais : Fiji Meteorological Service), abrégé FMS, est le service météorologique des îles Fidji. Son quartier général est à l'aéroport de la ville de Nadi. Depuis 1995, il est l'un des centres responsables de suivre l'évolution des cyclones tropicaux dans le Pacifique Sud en tant que centre météorologique régional spécialisé de l'Organisation météorologique mondiale. Tous les météorologues à l'emploi du service ont un diplôme universitaire en météorologie.

## Histoire
L'histoire de la météorologie aux îles Fidji débuta sous les Britanniques, puis sous la tutelle de la Nouvelle-Zélande. Les observations météorologiques, principalement les températures et les précipitations, étaient recueillies dans des stations reliées à l'agriculture et dans la capitale. L'embryon d'un service météorologique coordonné remonte cependant à l'établissement du bureau météorologique de la baie de Laucala pour soutenir les forces militaires néo-zélandaises stationnées là pendant la Seconde Guerre mondiale. Après le conflit, la Nouvelle-Zélande établit le bureau météorologique de Nadi pour soutenir le programme d'aviation civile en pleine expansion alors que la base d'hydravions de la baie de Laucala disparaissait graduellement.
Avec l'indépendance en 1970, la responsabilité du bureau de Nadi fut lentement transféré vers une direction nationale, et le Service météorologique fidjien (FMS) est né. Aujourd'hui, il reste un département au sein du ministère des services publics, des travaux publics et des transports. Son siège-social se trouve à Nadi et des bureaux locaux sont répartis dans tout le pays pour collecter des données, autant à Suva que dans des localités éloignées et insulaires aussi éloignées que Rotuma et Ono. Leurs tâches principales consistent à gérer la base nationale de données climatiques et à fournir des prévisions et des avertissements météorologiques pour le public ainsi que pour les secteurs du transport aérien et maritime.

## Responsabilités

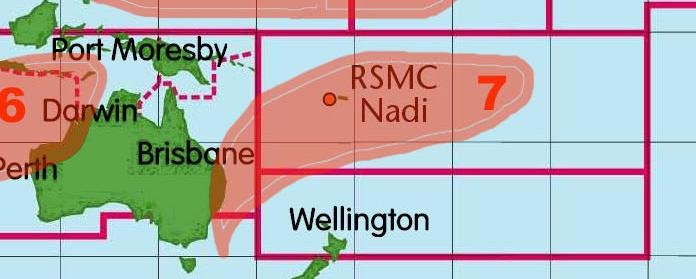
Le FMS s'occupe de la zone 7 pour la prévision des cyclones tropicaux.

Le service météorologique des îles Fidji collecte les données météorologiques à travers toutes les îles du pays et fournit des prévisions au public, à l'aviation et aux intérêts maritimes pour Fidji et d'autres îles environnantes. Il émet également les alertes cycloniques pour le Pacifique sud-ouest. 

### Prévisions
Le FSM comporte deux services principaux de prévision : celui de la prévision météorologique territoriale (Weather Forecasting Centre) et le Centre météorologique régional spécialisé (Tropical Cyclone Centre), basé à Nadi, qui suit l'évolution des cyclones tropicaux. Ces deux centres travaillent 24 heures sur 24. Le centre territorial émet des bulletins pour les îles Fidji, les îles Cook, Kiribati, Nauru, Niue, Tokelau, Tonga, Tuvalu, Wallis-et-Futuna ainsi que des services spécialisés pour Samoa et Vanuatu. 
Le centre des cyclones tropicaux est responsable d'une zone de plus de 20 millions km2 qui s'étend de l'équateur à 25 degrés de latitude Sud et de 160 degré Est à 120 degrés Ouest de longitude. Dans ce territoire, le centre suit l'évolution des cyclones tropicaux, leur donne un nom, émet les avis maritimes, à l'aviation et publics nécessaires.